# Cantalejo
Cantalejo (Gacería: Vilorio Sierte) ist ein Ort und eine aus mehreren Weilern (pedanías) und Einzelgehöften (fincas) bestehende nordspanische Gemeinde (municipio) mit 3.558 Einwohnern (Stand: 2024) in der Provinz Segovia in der Autonomen Gemeinschaft Kastilien-León. 
Neben dem Hauptort Cantalejo gehören die Ortschaften Aldeonsancho und Valdesimonte zur Gemeinde. 

## Lage und Klima
Die Gemeinde Cantalejo liegt etwa 55 km (Fahrtstrecke) nordnordöstlich von Segovia in einer mittleren Höhe von ca. 965 m. Das Klima ist im Winter rau, im Sommer dagegen gemäßigt bis warm; Regen (ca. 597 mm/Jahr) fällt übers Jahr verteilt.

## Bevölkerungsentwicklung
| Jahr      | 1970 | 1981 | 1991 | 2001 | 2011 | 2021 |
| Einwohner | 3532 | 3555 | 3453 | 3476 | 3918 | 3522 |

Cantalejo ist eine von wenigen Gemeinden in der Provinz Segovia, deren Einwohnerzahl – allerdings auch bedingt durch Eingemeindungen in den 1960er und 1970er Jahren – weitgehend konstant geblieben ist.

## Sehenswürdigkeiten
- Natura2000-Gebiet der Lagunen von Cantalejo
- Andreaskirche

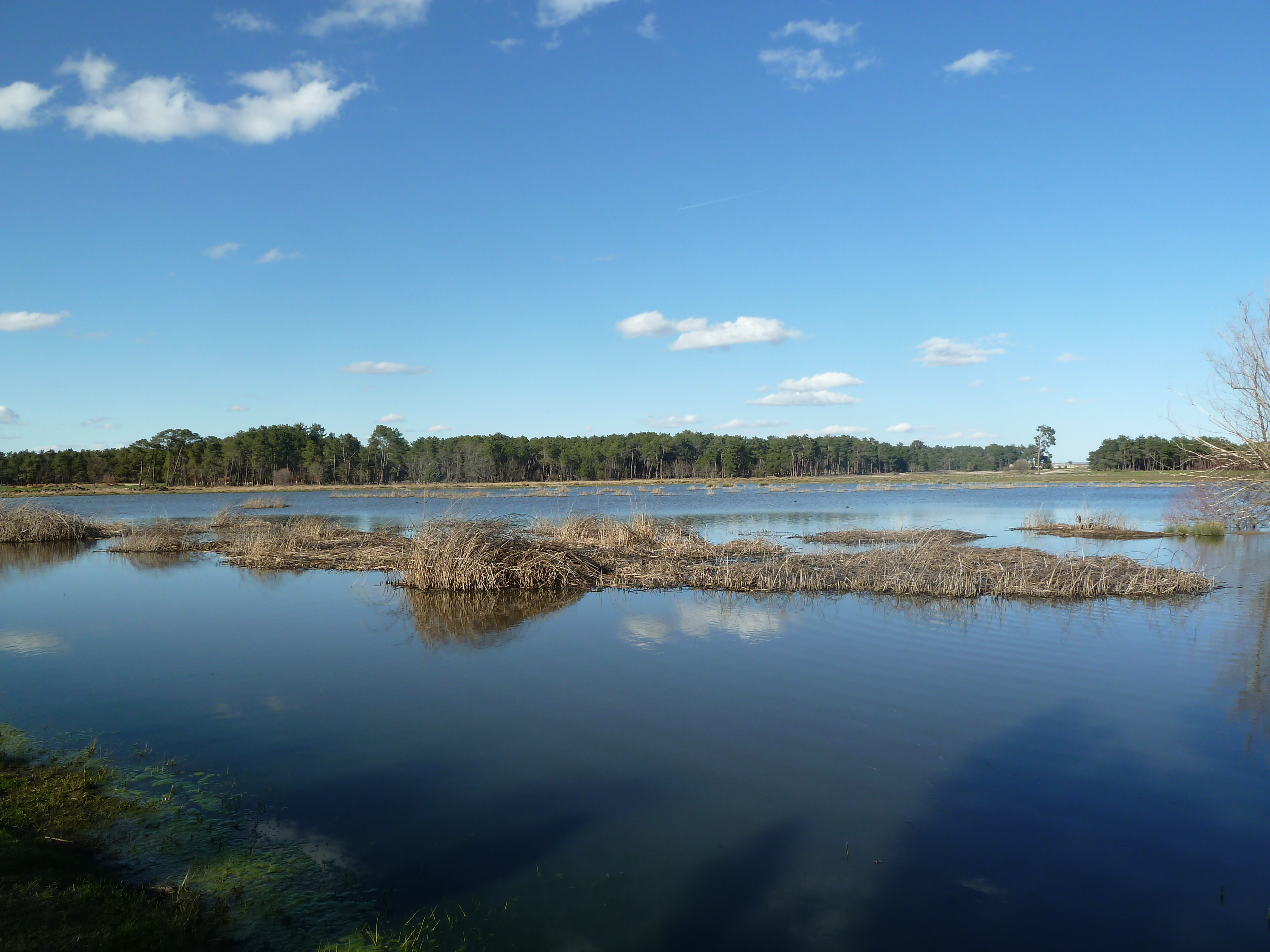
Lagunen von Cantalejo
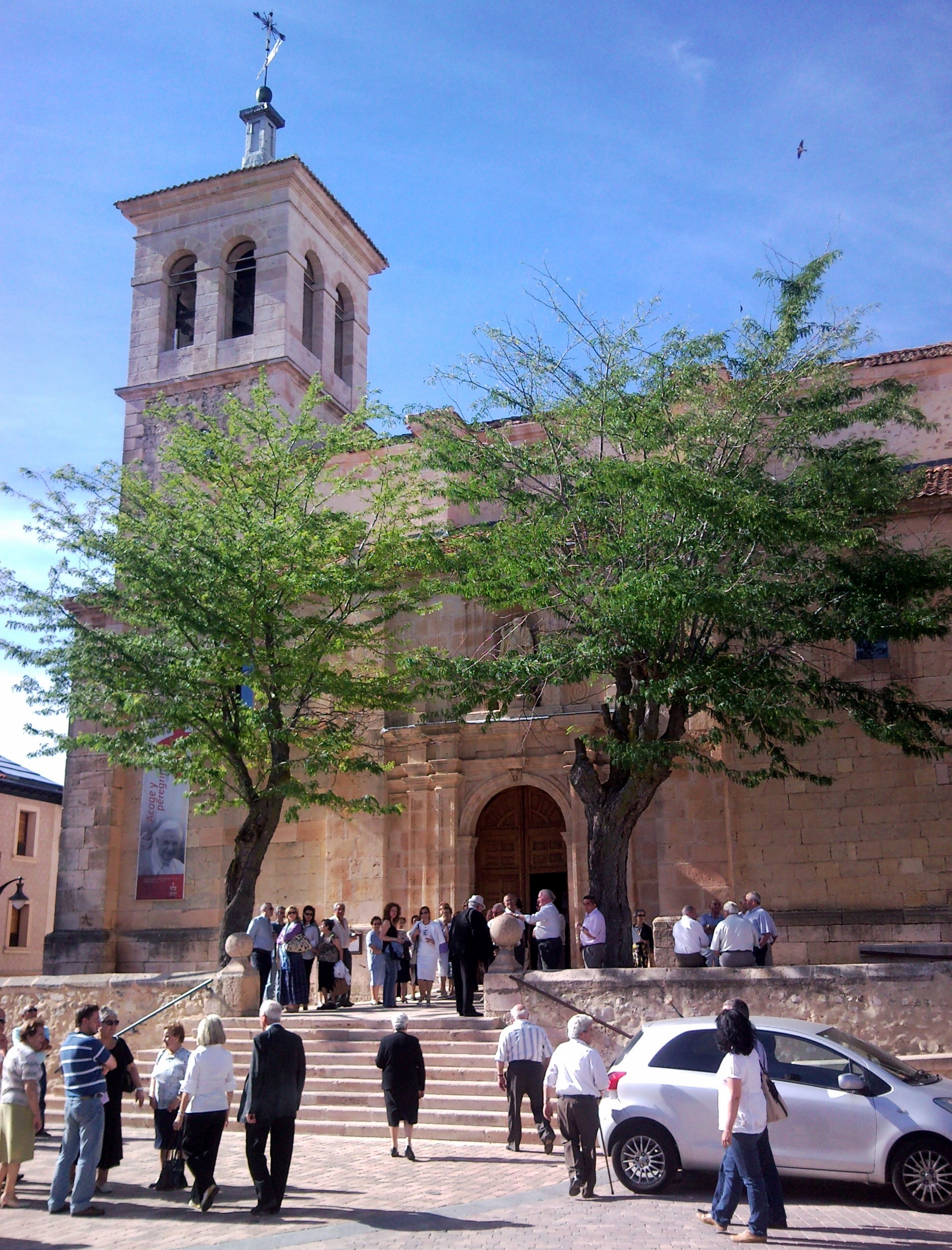
Andreaskirche

## Gemeindepartnerschaft
Mit der französischen Gemeinde Ligueil im Département Indre-et-Loire (Région Centre-Val de Loire) besteht seit 1980 eine Partnerschaft.